# Rhabderemia spinosa
Rhabderemia spinosa är en svampdjursart som beskrevs av Topsent 1896. Rhabderemia spinosa ingår i släktet Rhabderemia och familjen Rhabderemiidae. Inga underarter finns listade i Catalogue of Life.